# Михайловка (административно-территориальная единица)

Город областного значения Михайловка — административно-территориальная единица Волгоградской области Российской Федерации.
Административный центр — город Михайловка.
С точки зрения муниципального устройства на территории административно-территориальной единицы город областного значения город Михайловка образован отдел Себровской сельской территории муниципального округа город Михайловка[значимость факта?]. С точки зрения административно-территориального устройства, город является также центром Михайловского района, вместе с которым он и образует муниципальный округ город Михайловка.

## География
Территория города областного значения Михайловки (как составной административно-территориальной единицы) окружена территорией Михайловского района.

## История
15 марта 1948 года Михайловка становится городом районного подчинения, а в 1963 году — областного подчинения.
Точные данные о дате передачи села Себрово (где в 1953 году был введён в эксплуатацию Себряковский цементный завод) не доступны, но к 1 января 1964 года село Себрово в составе Михайловского района, до того входившее в Сидоровский сельсовет, а ещё ранее в Себровский сельсовет, не значится, но точные данные о дате передачи села в подчинение города отсутствуют.
В 1983 году село был переведено в категорию рабочего посёлка (посёлка городского типа), численность населения которого (города и пгт) в 1989 году составила 63437 жителей, в том числе 58 323 жителей в городе и 5114 жителей в рабочем посёлке.
Законом Волгоградской области от 25 марта 2005 года город с подчинённым ему рабочим посёлком образовал городской округ город Михайловка. 
Законом Волгоградской области от 28 июня 2012 года к этому городскому округу город Михайловка были присоединены все сельские поселения упразднённого Михайловского муниципального района, но сам город областного значения и Михайловский район как административно-территориальные единицы области сохранили свои статусы.

## Населённые пункты
| №        | Населённый пункт | Тип               | Население |
| -------- | ---------------- | ----------------- | --------- |
| 1        | Михайловка       | город, адм. центр | ↘54 772   |
| 2        | Себрово          | пгт (рп)          | ↘4820     |
| 2.000001 | итого            |                   | 59 592    |